# Институт России и Восточной Европы
Институт России и Восточной Европы (фин. Venäjän ja Itä-Euroopan instituutti) — государственное учреждение по исследованию России и стран Восточной Европы, подведомственное Министерству просвещения Финляндии.
С 1947 по 1992 годы назывался Институт культурных связей между Финляндией и СССР (фин. Neuvostoliittoinstituutti).
В задачи института входит:
- осуществление культурного сотрудничества по России и Восточной Европе и содействие связанным с ним научным исследованиям;
- оказание поддержки языку и культуре иммигрантов из России и Восточной Европы;
- содержание библиотеки и связанное с ней информационное обслуживание;[1]
- осуществление информационной и издательской деятельности, а также оказание экспертных услуг;
- поддержание контактов с отечественными и зарубежными организациями и лицами в своей сфере деятельности.

## История
Начало деятельности Института России и Восточной Европы в Хельсинки и его библиотеки было положено законом, подписанным 17 мая 1947 года президентом Финляндии Юхо Паасикиви и учреждавшим подведомственную Министерству просвещения Финляндии организацию Институт культурных связей между Финляндией и СССР (фин. Neuvostoliittoinstituutti).
В 1992 году был издан новый закон об институте (857/1992), на основе которого он переименовывался в Институт России и Восточной Европы.
С начала 2002 года вступило в силу принятое Государственным Советом Финляндии новое постановление об институте (1100/2001).
10 января 2012 года экс-посол Финляндии в России Хейкки Талвитие обратился с рапортом к министру культуры и спорта Пааво Архинмяки, в котором он предлагает превратить Институт в Центр интеграции русскоязычного населения Финляндии, имеющий статус Фонда.

## Библиотека
21 сентября 2010 года при библиотеке Института, насчитывающей 70 тысяч единиц хранения, фондом Русским мир был создан Русский центр.
11 июня 2012 года принято решение о присоединении книжного фонда библиотеки Института России и Восточной Европы к городской библиотеке Эспоо, что по мнению экспертов сделает книжное собрание более доступным для читателей городских библиотек Хельсинки, Эспоо, Кауниайнена и Вантаа, так как брать, заказывать и возвращать материалы можно будет в любой ближайшей городской библиотеке по библиотечной интернет-сети HelMet.
Библиотека Института в библиотеке Sello (в районе Леппяваара в г. Эспоо) открылась для посетителей 1 января 2013 года.

## Руководство
- 1947—1983 — Валентин Кипарский, финский языковед, инициатор создания института.
- 1992—2002 — Вальдемар Меланко
- 2002—2011 — Кирсти Сутинен